# Lekrugeria koenigi
Lekrugeria koenigi är en insektsart som först beskrevs av Peter Esben-Petersen 1915. 
Lekrugeria koenigi ingår i släktet Lekrugeria och familjen Berothidae. Inga underarter finns listade i Catalogue of Life.